# Akiyama Yoshifuru

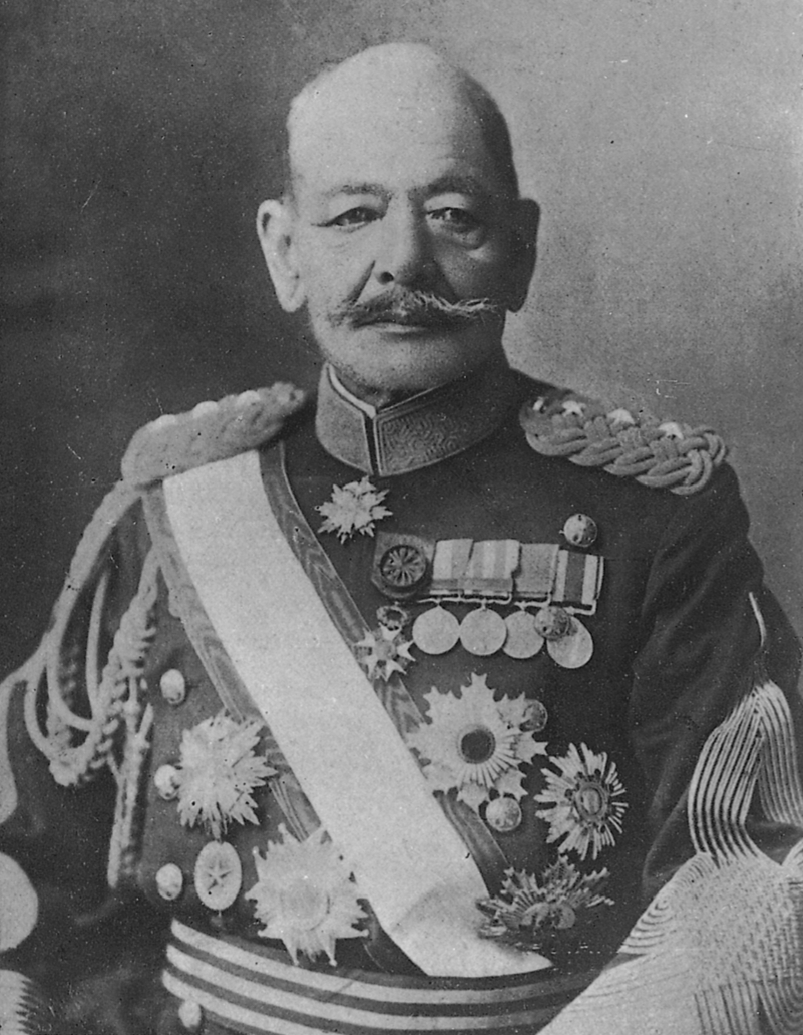
Akiyama als General

Akiyama Yoshifuru (jap. 秋山 好古; * 9. Februar 1859 in Matsuyama; † 4. November 1930 ebenda) war ein General der Kaiserlich Japanischen Armee und galt als Begründer der modernisierten japanischen Kavallerie nach der Meiji-Restauration. Er war der ältere Bruder des japanischen Vizeadmirals Akiyama Saneyuki.

## Frühes Leben

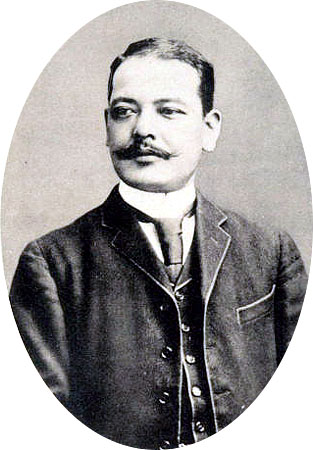
Akiyama Yoshifuru in jungen Jahren

Akiyama wurde als dritter Sohn einer verarmten Samurai-Familie in Matsuyama in der heutigen Präfektur Ehime geboren. Aufgrund der Mittellosigkeit seiner Familie war er dazu gezwungen, schon in seiner Kindheit für einen nur geringen Lohn als Heizer und Portier in einem öffentlichen Badehaus zu arbeiten.
Im Alter von 18 Jahren schrieb er sich 1877 an der Rikugun Shikan Gakkō, der Kaiserlich Japanischen Heeresakademie, ein. Im Anschluss besuchte er die Heereshochschule und wurde als Militärattaché nach Frankreich gesandt, um dort moderne Kavallerietaktiken zu erlernen. Dies ist dahingehend eine Besonderheit, als die japanische Armee sich in ihren Modernisierungsbestrebungen dieser Zeit hauptsächlich an der Armee des Deutschen Reiches orientierte.
Akiyama war für einen Japaner sehr blass und hatte relativ große Augen, weshalb er schon an der Heeresakademie von seinen europäischen Lehrern wie Jacob Meckel häufig für einen europäischen Austauschstudenten gehalten wurde. Außerdem erwarb er sich während seines Aufenthalts in Frankreich, obwohl er selbst sich nicht als attraktiv empfand, einen Ruf als Frauenheld. Er galt als unparteiisch und Lebemann, der einen Großteil seines Soldes für Sake ausgab. Er trank ihn häufig sogar im Einsatz, was seinen Ruf als starker Trinker begründete.

## Militärkarriere
Von Juli 1901 bis Oktober desselben Jahres war Akiyama als Generalleutnant Befehlshaber der Garnisonsarmee China in Tianjin. Seinen ersten Kriegseinsatz hatte er im Ersten Chinesisch-Japanischen Krieg als Befehlshaber der Kavallerietruppen der 1. Division. Während des Boxeraufstands kehrte er mit der 5. Division nach China zurück. Im Russisch-Japanischen Krieg führte er die Kavallerieabteilungen derselben Division in der Schlacht am Shaho, der Schlacht von Sandepu und der Schlacht von Mukden.
1913 wurde ihm das Kommando über die 13. Division übertragen und nach seiner Beförderung zum General 1916 übernahm Akiyama den Oberbefehl über die Kaiserliche Garde. Nach nur einem Jahr wurde er jedoch ins japanisch besetzte Korea entsandt, um den Befehl über die dortige Chōsen-Armee zu übernehmen. 1920 wurde er schließlich zum Generalinspekteur der Militärausbildung berufen, was er bis zu seiner Pensionierung 1923 blieb.
Nach seiner Pensionierung ging er zurück in seine Geburtsstadt Matsuyama, wo er Direktor der Hokuyo-Mittelschule (北予中学校, Hokuyo chūgakkō) wurde, der heutigen Matsuyama-Kita-Oberschule der Präfektur Ehime. Er starb 1930 und wurde in Matsuyama beigesetzt.

## Trivia
Akiyama ist einer der Protagonisten des populären Romans Saka no Ue no Kumo des Autors Shiba Ryōtarō. Der Roman wurde von 2009 bis 2011 als Fernsehserie verfilmt und in 13 Episoden vom japanischen Sender NHK ausgestrahlt.
In der Manga- und Animeserie Attack on Titan wurde die Figur des Dot Pixis ihm nachempfunden.